# Тимофей из Газы
Тимофей из Газы (греч. Τιμόθεος ὁ Γαζαῖος; V—VI века) — византийский грамматик, зоолог, автор сочинения «О животных».

## Биография
О жизни Тимофея известно немного. Кроме того факта, что он был учеником Гораполлона, почти всё остальное можно узнать только из короткого отрывка в византийской энциклопедии Суда (ок. 950 г.):

«Тимофей Газийский, учёный муж, жил во времена императора Анастасия, к которому он обратился с трагедией о налоге. Он также написал четыре книги о четвероногих Индии и Египта и о тех, что водятся в Ливии, а так же о редких и удивительных птицах и змеях».
Анализ отрывка даёт следующие сведения о Тимофее:
- он был газийцем, на что указывают данные самого сочинения (§ 24.2), где говорится, что автор сам наблюдал проходящих через Газу торговцев, ведущих двух жирафов и слона для византийского императора;
- он жил во времена император Анастасия I (491—518);
- он писал трагедию об обременительном налоге, собиравшемся раз в 5 лет с торговцев и ремесленников, и адресовал её императору Анастасию. Интересно, что это произведение возымело эффект — в 501 году император отменил этот налог. Сведения об этом событии сохранились в сочинении византийского историка Георгия Кедрина (ок. 1100 г.);
- он написал метрическим языком 4 книги об экзотических животных. Скорее всего, это было самое значимое сочинение Тимофея, поскольку более поздние византийские авторы знают его как зоолога.